# 长门怨
《长门怨》，古琴曲，收錄於《龍吟館琴譜》、《琴譜正律》、《琴學摘要》及《梅庵琴譜》這些與山東諸城一系有關的琴譜之中。
原標題的意思是表現陳阿嬌遭漢武帝遺棄在長門宮的哀怨情緒。曲中用高音滑奏來表現女性哀怨的形象。
漢武帝寵愛過的陳阿嬌被冷落在長門宮之後，她求司馬相如寫了《長門賦》，從而感動了皇帝。漢代楚調相和歌中有此曲目，唐代詩人多以《長門怨》爲題寫作。諸城王氏傳譜中借用了這一題材寫作琴曲，表現婦女爲自己的不幸命運鳴不平的聲音。全曲六段，高潮在第四段。

## 外部連結
- YouTube上的〈長門怨〉，查阜西演奏，收錄於《中國音樂大全．古琴卷》
- YouTube上的〈長門怨〉，林友仁演奏